# Olympische Sommerspiele 1964/Teilnehmer (Kamerun)
| Gelbes Symbol für Goldmedaillen mit stilisierten Olympischen Ringen | Graues Symbol für Silbermedaillen mit stilisierten Olympischen Ringen | Braundes Symbol für Bronzemedaillen mit stilisierten Olympischen Ringen |
| ------------------------------------------------------------------- | --------------------------------------------------------------------- | ----------------------------------------------------------------------- |
| —                                                                   | —                                                                     | —                                                                       |

Kamerun nahm an den Olympischen Sommerspielen 1964 in der japanischen Hauptstadt Tokio mit einem Sportlern teil. Es war Kameruns erste Teilnahme an Olympischen Spielen.

## Teilnehmer nach Sportarten

### Leichtathletik
- David Njitock
100 m: im Vorlauf ausgeschieden (11,13 s)
200 m: im Vorlauf ausgeschieden (22,50 s)